# Psilota nana
Psilota nana är en tvåvingeart som beskrevs av Smit och Ante Vujic 2008. Psilota nana ingår i släktet sotblomflugor, och familjen blomflugor. Inga underarter finns listade i Catalogue of Life.